# Zangastra
Zangastra es un género de escarabajos de la familia Chrysomelidae. El género fue descrito científicamente primero por Chen & Jiang en 1981. Esta es una lista de especies perteneciente a este género:
- Zangastra angusta Jiang, 1988
- Zangastra nepalensis Takizawa, 1988
- Zangastra nitidicollis Chen & Jiang, 1981
- Zangastra pallidicollis Chen & Jiang, 1981
- Zangastra picea Jiang, 1988
- Zangastra sichuanica Lopatin, 2007
- Zangastra tuberosa Chen & Jiang, 1981